# Janusz Sidło
Janusz Jan Sidło (né le 19 juin 1933 à Katowice et mort le 2 août 1993 à Varsovie) est un athlète polonais, spécialiste du lancer du javelot.

## Carrière
En octobre 1953, Janusz Sidło établit un nouveau record d'Europe du lancer du javelot en atteignant la marque de 80,15 m à Iéna.
Il remporte les Championnats d'Europe 1954 de Berne grâce à un jet à 76,35 m, devant le Soviétique Vladimir Kuznetsov. Il récidive quatre ans plus tard lors des Championnats d'Europe de Stockholm avec 80,18 m, devant le Norvégien Egil Danielsen.
Le 30 juin 1956, le Polonais améliore de dix centimètres le record du monde du lancer du javelot du Finlandais Soini Nikkinen en réalisant 83,66 m lors du meeting de Milan.
Il participe à cinq Jeux olympiques consécutifs de 1952 à 1968 et obtient son meilleur résultat lors des Jeux de Melbourne, en 1956, en remportant la médaille d'argent (79,98 m) derrière Egil Danielsen (85,71 m).
Il est élu sportif polonais de l'année en 1954 et 1955.

### Palmarès
| Date | Compétition           | Lieu      | Résultat | Marque  |
| ---- | --------------------- | --------- | -------- | ------- |
| 1954 | Championnats d'Europe | Berne     | 1er      | 76,35 m |
| 1956 | Jeux olympiques       | Melbourne | 2e       | 79,98 m |
| 1958 | Championnats d'Europe | Stockholm | 1er      | 80,18 m |
| 1960 | Jeux olympiques       | Rome      | 8e       | 76,46 m |
| 1964 | Jeux olympiques       | Tokyo     | 4e       | 80,17 m |
| 1968 | Jeux olympiques       | Mexico    | 7e       | 80,58 m |
| 1969 | Championnats d'Europe | Athènes   | 3e       | 82,90 m |

### Records
| Épreuve           | Performance | Lieu            | Date |
| ----------------- | ----------- | --------------- | ---- |
| Lancer du javelot | 86,22 m     | Mantes-la-Jolie | 1970 |